# Emilie Flygare-Carlén
Emilie Flygare-Carlén (født Smith, 8. august 1807 i Strömstad – 5. februar 1892 i Stockholm) var en svensk forfatter.  I sine tidlige romaner tematiserede hun ofte enkle menneskers liv, og benyttede ofte kystsamfundet i Bohuslän, hvor hun var vokset op, som baggrund (Rosen på Tistelön, Pål Värning, Enslingen på Johannisskäret, Jungfrutornet og Ett köpmanshus i skärgården).  I senere romaner var inspirationen i middel- og overklassen (Fosterbröderna, Fideikommisset, Ett år, En nyckfull kvinna, Kamrer Lassman, og Vindskuporna).
Hendes bøger er oversat til flere sprog.

## Værker
- Waldemar Klein (1838)
- Representanten (1839)
- Gustaf Lindorm (1839)
- Professorn och hans skyddslingar (1840)
- Fosterbröderne (1840)
- Kyrkoinvigningen i Hammarby (1840-41)
- Skjutsgossen (1841)
- Rosen på Tistelön (1842)
- Kamrer Lassman (1842)
- Ända in i döden(1843)
- Fideikomisset (1844)
- Pål Värning (1844)
- Vinskuporna (1845)
- Bruden på Omberg (1845)
- Enslingen på Johannisskäret (1846)
- Ett år (1846)
- En nat vid Bullarsjön (1847)
- Jungfrutornet (1848)
- En nyckfull qvinna (1848-49)
- Romanhjeltinnan (1849)
- Familjen i dalen (1849)
- Ett rykte (1850)
- Ett lyckligt parti (1851)
- Förmyndaren (1851)
- Et köpmannshus i skärgaerden (1860-61)
- Skuggespel, tidmaelningar och ugdomsbilder (1865)
- En resa till vestra kusten (1869)
- Minnen af svenskt författarlif (1878)
- Efterskörd från en 80-årings författarebana (1887-88)